# Science-Fiction-Jahr 1876
Übersicht

◄◄ | ◄ | 1872 | 1873 | 1874 | 1875 | Science-Fiction-Jahr 1876 | 1877 | 1878 | 1879 | 1880 | ► | ►►

Weitere Ereignisse

## Geboren
- Heinz Wilhelm Clobes (Pseudonym Argus)
- Walter Heichen († 1970)
- Artur Landsberger († 1933)
- David Lindsay († 1945)
- Jack London († 1916)
- Wilhelm Schmidt († 1952)
- Leonhard Schrickel († 1931)
- Alexander Uhlmann (Pseudonym Alexander Ular; † 1918)
- Wilhelm Wirth († 1952)

## Gestorben
- Alfred Bate Richards (* 1820)